# Joel Kojo
Joel Kojo (en ruso: Джоэл Коджо; Acra, Ghana, 21 de agosto de 1998) es un futbolista de Kirguistán nacido en Ghana que juega en la posición de delantero con el Esteghlal Tehran Football Club de la Persian Gulf Pro League.

## Carrera

### Club
| Periodo   | Club                |
| --------- | ------------------- |
| 2017-2021 | FC Alay Osh         |
| 2021-2023 | FC Dordoi Bishkek   |
| 2023-2024 | FK Dinamo Samarqand |
| 2025-     | Esteghlal Tehran FC |

### Selección nacional
Debutó con Kirguistán el 16 de junio de 2023 entrando de cambio en el minuto 58 por Atay Dzhumashev en la derrota por 1-5 ante Irán por la Copa de Naciones CAFA 2023. Sus primeros dos goles a nivel internacional lo anotó el 11 de septiembre de 2023 en la victoria por 3-1 ante Kuwait en un partido amistoso jugado en Dubái.
El 25 de enero de 2024 Kojo anotó el único gol de Kirguistán en la Copa Asiática 2023 en el empate 1–1 ante Omán, gol que eliminó a ambas selecciones del torneo y benefició a Indonesia, por lo que lo catalogan como héroe en Indonesia.

## Logros

### Club
- Liga de fútbol de Kirguistán: 2021
- Copa de Kirguistán: 2020
- Supercopa de Kirguistán: 2018, 2021, 2022

### Individual
- Goleador de la Liga de fútbol de Kirguistán: 2018